# Рампацци, Тереза
Тереза Рампацци (итал. Teresa Rampazzi, урождённая Росси; 31 октября 1914, Виченца — 16 декабря 2001, Бассано-дель-Граппа) — итальянский композитор, пианистка и музыкальный педагог.
Тереза Рампацци родилась в Виченце, Италия, в детстве училась игре на фортепиано, затем продолжила обучение в Миланской консерватории у Арриго Педролло. Позже входила в ближайшее окружение Бруно Мадерны, в 1952 и 1954 гг. на Международных музыкальных курсах в Дармштадте знакомилась с экспериментами Герберта Аймерта. Некоторое время она жила в Вероне, а в 1956 году переехала со своим мужем в Падую, где играла в составе Трио имени Бартока (с кларнетистом Элио Перуцци и скрипачкой Эддой Питтон), исполняя авангардную музыку, от Антона Веберна и Альбана Берга до Джона Кейджа. С 1964 г. занималась преимущественно электронной музыкой, вместе с художником Эннио Киджи образовала группу N.P.S. (Nuove Proposte Sonore). В 1972 году заняла должность преподавателя электронной музыки в Падуанской консерватории, где продолжала заниматься исследованиями тонов, применяя функции Бесселя, и публиковать профессиональные статьи по электронной музыке. В 1980 г. пьеса Рампацци «Atmen noch» была удостоена второй премии на VIII Международном конкурсе электроакустической музыки в Бурже (первая премия не присуждалась).
После того, как ее муж умер в 1984 году, Рампацци переехала в Ассизи, а затем в Бассано, где она продолжала сочинять. Она умерла в Бассано-дель-Граппа в 2001 году.